# 메제

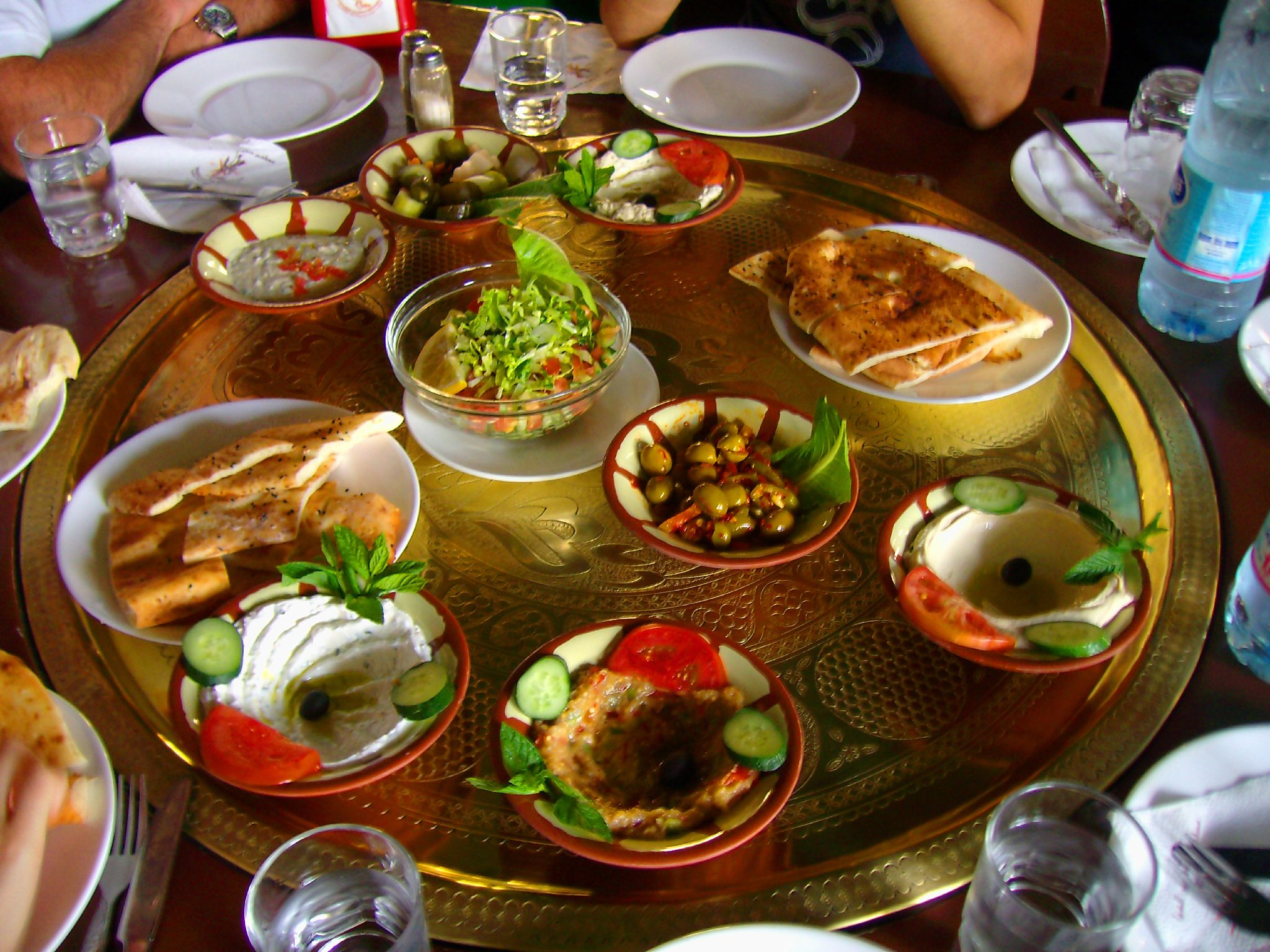
요르단식 메제

메제(튀르키예어·알바니아어: meze; 불가리아어: мезе), 메자(세르비아어: мезa), 메제스(그리스어: μεζές, 복수: μεζέδες 메제데스[*]), 마제(페르시아어: مزه), 맛자(아랍어: مزة), 마까발라트(아랍어: مقبلات)는 레반트, 메소포타미아, 발칸반도, 아나톨리아, 중앙아시아, 캅카스 등 지역에서 식전주 등 술과 곁들이도록 내는 여러 가지 전채 요리이다.

## 같이 보기
- 안주
- 타파스